# Tabagwe
Tabagwe è un settore (imirenge) del Ruanda, parte della Provincia Orientale e del distretto di Nyagatare.